# Грибки (Калінінградська область)
Грибки (рос. Грибки) — селище Гвардійського міського округу, Калінінградської області Росії. Входить до складу Озерковського сільського поселення.
Населення — 23 особи (2015 рік).

## Населення
| 2002 | 2010 |
| ---- | ---- |
| 81   | ↘23  |